# Stade Perutz
Le Perutz Stadion est un stade de football situé dans la ville hongroise de Pápa, dans le comitat de Veszprém en Transdanubie centrale. Construit en 1966 puis rénové en 2002, il a une capacité de 5 500 places et accueille les rencontres du Lombard-Pápa TFC, une équipe du championnat de première division.

## Histoire
L'ancien terrain de football accueillant les rencontres du club local a été édifié en 1930. Le stade actuel, le Perutz Stadion date de 1966. Bénéficiant d'un budget de 300 millions de forints, il a été entièrement rénové en 2002. Le Lombard-Pápa TFC a accédé à l'élite lors de la saison 2008–2009, c'est pourquoi deux modifications ont été apportées au stade : l'intensité de l'éclairage a été augmenté et surtout, une tribune de 1 080 places pour les supporters visiteurs a été aménagée puis inaugurée le 15 août 2009 lors du match contre Győr.
Le 8 mars 2014, György Szemán, le directeur du club a déclaré que Pápa bénéficierait de 800 millions de forints dans le programme de reconstructions de stades. La pelouse serait complètement changée et chauffée et la nouvelle arène serait couverte. Il a ajouté qu'un "bijou de 6-8000 places serait construit à Pápa".

## Emplacement et accès
Le stade se trouve dans le quartier de Várkert, à seulement 450 mètres de la gare routière et à 1,5 kilomètre de la gare.
Il est accessible par les lignes de bus 9 et 9A depuis la gare et 10 et 11A depuis la gare routière.